# Demografia do Botsuana

População de Botsuana, dados da FAO, 2005. Número de habitantes em milhares.

Os principais grupos étnicos do Botsuana são (em ordem) Tsuana, Kalanga, Khoisan ou AbaThwa, entre outros. Outros  grupos étnicos no Botsuana incluem brancos e indianos, que são considerados poucos. A população indiana do Botsuana é composta por muitos indiano-africanos de várias gerações, do Quênia, Zâmbia, Tanzânia, Maurício, África do Sul, etc. bem como por  imigrantes indianos de primeira geração. A população branca é nativa do Botsuana ou de outras partes da África incluindo Zimbábue, Zâmbia e África do Sul. A população branca fala inglês ou afrikaans e compõe 1% da população.
O Botsuana, assim como a maioria dos países do sul da África, sofre com uma grande taxa de infecção por AIDS, que foi 38.8% para adultos em 2002. Em 2003, o governo começou um programa para erradicar a AIDS. O programa consiste em distribuir remédios baratos ou grátis para reduzir o impacto do vírus sobre a saúde dos infectados.

## Dados gerais

Pirmide populacional

### População
1.680.863 (2001)
1.639.833 (2006 est.)
1.815.508 (2007 est.) 
Nota: as estimativas para Botsuana explicitam e levam em conta a elevada taxa de mortalidadedecorrente da AIDS; este resultado pode resultar em uma menor expectativa de vida, mortalidade infantil, e taxa de mortalidade da população como um todo, menores taxas de crescimento populacional e mudanças na distribuição da população por idade e sexo.

### Estrutura Etária
0-14 anos: 38,3% (homens 319.531/mulheres 309.074)
15-64 anos: 57,9% (homens 460.692/mulheres 488.577)
65 anos ou mais: 3,8% (homens 23.374/mulheres 38.585) (2006 est.)

### Idade média
Total: 36,45 anos
Homens: 34,2 anos
Mulheres: 38,7 anoss (2006 est.)

### Taxa de crescimento
2,40% (2001 est.)
-0,04% (2006 est.)
1,50% (2007 est.)

### Taxa de natalidade
28,9 nascimentos/1.000 habitantes (2001)
23,1 (2006 est.)

### Taxa de mortalidade
12,4 mortes/1.000 habitantes (2001)
29,5 (2006 est.)
13% de habitantes por km

### Mortes
21.000 (2001, rounding up to nearest 1,000)
48.000 (2006 est., rounding down)

### Taxa de migração
5,49 migrante(s)/1.000 habitantes (2007 est.) 
nota: existe um crescimento de fluxo de refugiados do Zimbábue na África do Sul e Botsuana em busca de melhores oportunidades econômicas como decorrência da grave crise econômica na qual passa o país.

### Razão entre sexos
No nascimento: 1,03 meninos/meninas
Abaixo dos 15 anos: 1,03 meninos/meninas
15-64 anos: 0,94 homens/mulheres
65 anos ou mais: 0,61 homens/mulheres
População total: 0,96 homens/mulheres (2006 est.)

### Taxa de mortalidade infantil
Total: 53,7 mortes/1.000 nascimentos
Meninos: 54,92 mortes/1.000 nascimentos
Meninas: 52,44 mortes/1.000 nascimentos (2006 est.)

### Expectativa de vida ao nascer
População total: 55,6 anos
Homens: 52,0 anos
Mulheres: 57,4 anos (2001)
População total: 33,74 years
Homens: 33,9 anos
Mulheres: 33,56 anos (2006 est.)
População total: 50,58 anos
Homens: 51,55 anos
Mulheres: 49,58 anos (2007 est.)

### Taxa de fertilidade
3,27 criança/mulher (2001)
2,79 (2006 est.)
2,73 (2007 est.)

### HIV/AIDS
Média de ocorrência em adultos: 37,3% (2003 est.)
Pessoas vivendo com HIV/AIDS: 350.000 (2003 est.)
Mortes devido a AIDS: 33.000 (2003 est.)